# اتحاد جماهیر عربی
اتحاد جماهیر عربی (به عربی: اتحاد الجمهوريات العربية‎) کشوری بود متشکل از مصر، سوریه و لیبی، که از زمان تأسیس در سال ۱۹۷۲ تا زمان انحلال در سال ۱۹۷۷ که بخش‌هایی از شمال آفریقا و غرب خاورمیانه در بر می‌گرفت. این کشور بر اساس توافق‌نامه‌ای بین روسای جمهور حافظ اسد، انور سادات و معمر قذافی تشکیل و پس از برگزاری همه‌پرسی در سال ۱۹۷۱ با رای اکثریت مردم تشکیل شد. یکی از علل ناکامی و سقوط این کشور، اختلافات بین رهبران سه کشور در نحوه پیشبرد سیاست‌ها و توافقات قبلی بوده است.

## تاریخچه
اتحاد جمهوری‌های عربی، اتحادیه‌ای بین جمهوری عربی مصر، جمهوری عربی سوریه و جمهوری عربی لیبی بود که بیانیهٔ برپایی آن در ۱۷ آوریل ۱۹۷۱ در بنغازی اعلام شد. در متن بیانیه آمده است که وحدت جهان عرب با توانمندی‌ها و نیروهای سیاسی، نظامی و اقتصادی که فراهم می‌آورد، «پاسخی قاطع به چالش‌های استعمار و صهیونیسم و راه آزادی سرزمین است». در تأیید و تمدید تصمیمات کشورهای منشور طرابلس، رئیس‌جمهور انور سادات، رئیس‌جمهور معمر قذافی و رئیس‌جمهور حافظ اسد توافق کردند که اتحادیه‌ای از جمهوری‌های عربی بین سه کشور خود ایجاد کنند و سودان به محض اینکه شرایط ویژه‌اش فراهم شود، به آنها خواهد پیوست. سه رئیس‌جمهور توافق خود را بر اساس اصولی اساسی که سنگ بنای تشکیل اتحادیه را تشکیل می‌دهد، استوار کردند که عبارت‌اند از: اول، «این اتحادیه هستهٔ وحدت همه‌جانبهٔ عربی باشد»؛ دوم، «ایجاد جامعهٔ یکپارچهٔ سوسیالیستی عربی» و سوم «ابزار اصلی ملت عرب در نبرد آزادیبخش» باشد. بر اساس این اصول، سه رئیس‌جمهور تصمیم گرفتند که آزادسازی سرزمین عربی اشغالی هدفی است که برای آن باید از همه توانمندی‌ها و انرژی‌ها استفاده کرد؛ هیچ آشتی یا مذاکره با اسرائیل و هیچ امتیازی برای هیچ وجهی از سرزمین‌های عربی اشغالی وجود ندارد؛ و هیچ گونه غفلت از مسئله فلسطین و مصالحه در مورد آن وجود ندارد. همچنین مقرر شد که مقررات اساسی اتحادیه جمهوری‌های عربی در یک تاریخ در هر جمهوری به همه‌پرسی مردمی ارائه شود. پیش نویس قانون اساسی در چارچوب این مقررات اساسی تنظیم شد که طبق آنچه روزنامه‌های مصر در ۳۰ آوریل ۱۹۷۱ منتشر کردند، تصریح می‌کند که: اتحادیه بر اساس انتخاب آزاد و برابر تصویب شده است، هدف آن تلاش برای دستیابی به وحدت عربی، ساختن جامعهٔ سوسیالیستی، آزادی سرزمین و حمایت از جنبش آزادیبخش ملی عربی و بین‌المللی است و مردم در اتحادیه بخشی از ملت عرب هستند؛ اتحادیه یک پرچم، یک شعار، یک سرود و یک پایتخت دارد و نظام حکومتی آن دموکراسی سوسیالیستی است؛ و باید درگاهش به روی همه کشورهای عربی دیگر باز باشد. اتحادیه جمهوری‌های عربی به موارد زیر توجه دارد: پایه‌گذاری سیاست خارجی، مسائل صلح و جنگ، سازماندهی و رهبری دفاع، حفظ امنیت ملی، برنامه‌ریزی اقتصاد ملی، توسعهٔ سیاست واحد آموزشی، رسانه‌ای و علمی و پذیرش اعضای جدید در اتحادیه. نهادهای زیر در اتحادیه وجود دارند: شورای ریاست اتحادیه که از رؤسای جمهوری‌ها تشکیل شده، این شورا رئیس خود را از بین اعضای خود انتخاب می‌کند و تصمیمات خود را به اتفاق آرا اتخاذ می‌کند؛ تعدادی از وزرا که توسط شورای ریاست منصوب می‌شوند؛ مجلس ملی اتحادیه و دادگاه قانون اساسی.
برخی اختلاف نظرها بین طرف‌های اتحادیه در وهله اول مانع از توسعه آن به سمت رسیدگی امور شد. اگرچه برخی از نهادها وجود داشتند، اما چندان مؤثر نبودند. دلیل اصلی شکست این توافق، اختلاف نظر سه کشور بر سر توافقنامه کمپ دیوید بین مصر و اسرائیل است. طبق این توافق، مصر اولین کشور عربی است که در ازای بازپس‌گیری شبه جزیرهٔ سینا، اسرائیل را به رسمیت می‌شناسد به و عادی‌سازی روابط با آن می‌پردازد.
سه همه‌پرسی همزمان در مورد اتحادیه جمهوری‌های عربی، در ۱ سپتامبر ۱۹۷۱ در مصر، لیبی و سوریه برگزار شد. این همه‌پرسی، در مصر با ۹۹٫۹ درصد تصویب شد. در لیبی ۹۸٫۶ درصد از رأی‌دهندگان با این پیشنهاد موافقت کردند، در حالی که در سوریه ۹۶٫۴ درصد به اتحادیه رأی مثبت دادند.

## نگارخانه

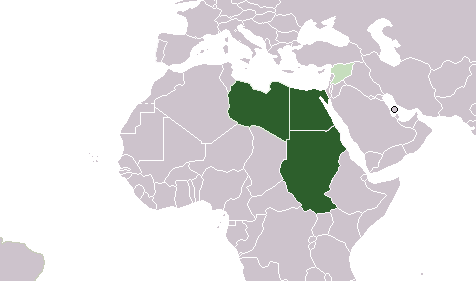
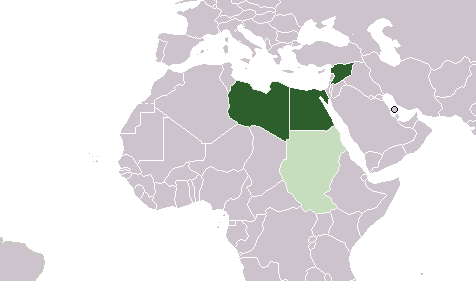
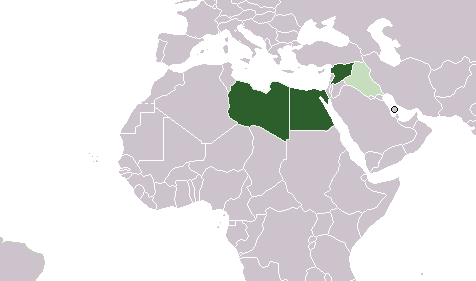